# César Aparecido Rodrigues
César Aparecido Rodrigues (* 24. Oktober 1974 in São Paulo) ist ein brasilianischer Fußballspieler und -trainer.

## Karriere

### Im Verein
César begann seine Karriere 1992 bei CA Juventus, einem eher kleineren Team. Doch die Mannschaft wurde immer besser, bis sie 1994 in der Spitze der brasilianischen Liga mitmischte. Dadurch häufte sich das Team eine Menge Geld an, das dann allerdings gestohlen wurde. César soll daran beteiligt gewesen sein, da er Informationen über die Auslieferung des Geldes preisgab. Er wurde dafür zu fünf Jahren und vier Monaten Gefängnisstrafe verurteilt. 1998 kam er aufgrund des Engagements von AD São Caetano wieder frei, die ihn ein Jahr vor Ablauf seiner Gefängnisstrafe unter Vertrag nahmen und ihn an Barbarense ausliehen. Als er 1999 zu São Caetano zurückkam, stieg er schnell zum Schlüsselspieler, später sogar zum Kapitän dieser Mannschaft auf. Mit Césars Hilfe kam das Team ins Finale des brasilianischen Pokals 2000, wofür César mit Einsätzen in der brasilianischen Nationalelf belohnt wurde. Dort war er bis Sommer 2001. Mit Beginn der Saison 2001/02 wagte er den Schritt ins Ausland und heuerte beim italienischen Traditionsclub Lazio Rom an, in welchem er auch schnell zu einem wichtigen Spieler wurde.
Am 31. Januar 2006 lieh Lazio Rom César an Ligakonkurrenten Inter Mailand aus, er konnte sich allerdings nicht durchsetzen. Da allerdings sein Vertrag mit Lazio endete, unterschrieb er einen Vertrag bei Inter Mailand. César wurde sofort wieder ausgeliehen und kehrte im August 2006 in die brasilianische Heimat zu Corinthians São Paulo zurück. Doch auch dort hielt es ihn nicht lange und er kehrte der Heimat schnell wieder den Rücken, um sich einem Verein der Serie A anzuschließen. Im Januar 2007 unterzeichnete er einen Vertrag bei AS Livorno, um den Abgang von César Prates zu kompensieren. Dieser hatte eine halbjährige Laufzeit bis Juni.
Im Sommer 2007 kehrte er zwangsläufig zu Inter Mailand zurück, wo zunächst eine erneute Ausleihe oder ein Wechsel Césars angestrebt wurde, was misslang. Überraschend kommt er nun trotzdem zu einigen Einsätzen, bei denen er bisher eine gute Leistung zeigte.
Inter Mailand verlängerte den bis zum Ende Juni 2008 laufenden Vertrag nicht, so dass César zum 1. Juli 2008 vereinslos wurde. Im November dieses Jahres schloss er sich dem FC Bologna bis zum Ende der Saison 2008/09 an. Nachdem sein Vertrag zum Saisonende nicht mehr verlängert worden war, war der Brasilianer mehrere Monate vereinslos. Im Oktober 2009 gab der Drittligist AS Pescina Valle del Giovenco die Verpflichtung des Mittelfeldakteurs bekannt.

### In der Nationalmannschaft
Durch die Dominanz von Roberto Carlos auf der linken Seite wurde es für César schwierig, nach seinem Debüt in der brasilianischen Nationalmannschaft noch weitere Akzente zu setzen. Zu seinen persönlichen Erfolgen in der Nationalmannschaft zählt die Nominierung für den Confed-Cup 2001.

## Erfolge
- Italienische Meisterschaft: 2005/06 1, 2007/08
- Italienischer Pokalsieger: 2003/04, 2005/06
- Trofeo TIM sieger 2007
- Italienischer Superpokalsieger: 2006